# Friedrich Alexander Buhse
Friedrich Alexander Buhse (Riga, 30 novembre 1821 – 29 dicembre 1898) è stato un botanico tedesco.
Dal 1840 ha studiato botanica presso le università di Dorpat, Berlino e Heidelberg, ricevendo il dottorato di ricerca nel 1843. Nel 1847-1849, con Pierre Edmond Boissier, ha raccolto le piante in Transcaucasia e nella Persia.
Nel 1852 divenne membro corrispondente della Société linnéenne de Lyon.
Con Boissier ha circoscritto molte specie di piante. Il genere Buhsia (della famiglia Capparaceae) è stato chiamato in suo onore da Alexander Bunge.

## Opere principali
- Ueber den Fruchtkörper der Flechten (Lichines), 1846
- Bergreise von Gilan nach Asterabad, 1849
- Nachrichten über drei pharmacologischwichtige Pflanzen und über die grosse Salzwüste in Persien, 1850
- Aufzählung der auf einer Reise durch Transkaukasien und Persien gesammelten Pflanzen, (con Pierre Edmond Boissier), 1860
- Liste der Gefässpflanzen des Alburs und der Kapischen Südküste, 1899
- Die flora des Alburs und der Kaspischen Südküste (con C. Winkler), 1899 [4]